# デヴィッド・ヘミングス
デヴィッド・ヘミングス（David Hemmings, 1941年11月18日 - 2003年12月3日）は、イングランド・サリー州ギルフォード出身の俳優、映画監督。

## 略歴
1954年にデビューしたものの、B級作品への出演が続く。1966年、ミケランジェロ・アントニオーニの『欲望』に主演してブレイクした。
1973年には監督作品『別れのクリスマス』で第23回ベルリン国際映画祭銀熊賞を受賞した。2003年、ルーマニアで映画『エヴァンジェリスタ』の撮影中に心臓発作に見舞われ急死した。

## 主な出演作品
- 聖女ジャンヌ・ダーク Saint Joan (1957年)
- いつわれる微笑 The Painted Smile (1962年)
- 欲望 Blowup (1966年)
- キャメロット Camelot (1967年)
- 帰らざる勇者 The Long Day's Dying (1968年)
- 遥かなる戦場 The Charge of the Light Brigade (1968年)
- バーバレラ Barbarella (1968年)
- 狼の館 The Best House in London (1969年)
- アルフレッド大王 Alfred the Great (1969年)
- マロニエの別れ道 The Walking Stick (1970年)
- ポンペイ殺人事件 Fragment of Fear (1970年)
- 若いけものたち Unman, Wittering and Zigo (1971年)
- ラブ・マシーン The Love Machine (1971年)
- ジャガーノート Juggernaut (1974年)
- サスペリアPART2 Profondo rosso (1975年)
- 王子と乞食 Crossed Swords (1977年)
- 海流の中の島々 Islands in the Stream（1977年）
- ジャスト・ア・ジゴロ Schöner Gigolo, armer Gigolo (1978年) 監督も
- パワープレイ POWER PLAY (1978年)
- ハーレクィン Harlequin (1980年)
- 愛の7日間 Man, Woman and Child (1983年)
- 超音速攻撃ヘリ エアーウルフ Airwolf (1984年)
- レインボウ The Rainbow (1989年)
- グラディエーター Gladiator (2000年)
- スパイ・ゲーム Spy Game (2001年)
- ラストオーダー 最後の注文 Last Orders （2001年）
- ミーン・マシーン Mean Machine (2001年)
- リベリオン Equilibrium (2002年)
- ギャング・オブ・ニューヨーク Gangs of New York (2002年)
- リーグ・オブ・レジェンド/時空を超えた戦い The League of Extraordinary Gentlemen (2003年)
- エヴァンジェリスタ Blessed (2004年)